# Guillaume Burger
Pour les articles homonymes, voir Burger.

Guillaume Burger, né le 25 janvier 1989 à Schiltigheim (Bas-Rhin), est un kayakiste français.

## Carrière sportive internationale
A l'âge de 12 ans et à la suite d'une classe verte, il débute le kayak au club de Strasbourg Eaux Vives. Coaché par Bruno Dazeur puis Hermann Le Marec, il remporte un titre de champion de France de kayak de descente (catégorie cadet) avant de se tourner vers la course en ligne. 
Il se sélectionne en équipe de France U18 en 2006, puis remporte ses premières médailles internationales en K2 (kayak biplace) avec Tom Kettani Latu en 2007. L'année suivante, il se sélectionne en équipe de France A pour sa première année sénior mais rate la sélection olympique. En 2009, il remporte la médaille d'argent lors des championnats du Monde en K4 1000m avec Vincent Lecrubier, Sébastien Jouve et Philippe Colin. Il remporte également une médaille de bronze à l'occasion du relais 4x200m (avec Arnaud Hybois, Jean Baptiste Lutz et Sébastien Jouve).  
En 2012, il remporte une médaille de bronze lors des championnats du Monde universitaires de Kazan (Russie).  
L'olympiade 2013-2016 est marquée par plusieurs désillusions, notamment lors de la saison 2015 : malgré une 7ème place aux championnats d'Europe pour le K4 composé de Guillaume Burger, Arnaud Hybois, Vincent Lecrubier et Etienne Hubert, le staff décide de ne pas aligner l'équipage aux championnats du Monde, épreuve qualificative pour les JO de Rio. 
En 2017, et à la suite d'une lourde blessure au dos, Guillaume Burger prend la 11ème place des championnats du Monde en K2 1000m, associé à Cyrille Carré. 
En 2018, il s'engage en faveur du club du CKCIR Saint Grégoire (35). Il réalise une saison internationale solide, avec à la clé, une 6ème (K4 500m) et une 7ème (K2 1000m) place. 
La saison 2019 a bien commencé avec 3 médailles en Coupe du Monde.
Il s'entraîne quotidiennement au Pôle France de Cesson-Sévigné (35), ainsi qu'au Pôle France de Vaires sur Marne (77) et à l'INSEP (75).
Il remporte la médaille de bronze en K-4 500 mètres lors des Championnats d'Europe de course en ligne de canoë-kayak 2022 à Munich.

## Carrière sportive nationale
En parallèle de sa carrière internationale, il a également remporté un grand nombre (41) de médailles lors des championnats de France.

## Carrière professionnelle
Au niveau professionnel, Guillaume Burger est titulaire d'un master 2 en marketing à l'Université de Paris Est Marne La Vallée. Après avoir été personnel civil de la défense durant deux années, il a été chargé de la communication et des partenariats de Strasbourg Eaux Vives. Il est également membre du CA de l'UNSPHN (Union Nationale des Sportifs Professionnels et de Haut Niveau). Actuellement, il est chargé de mission marketing et communication du Eshop Canoë Kayak France.  

## Palmarès

### Championnats du monde
Championnats du monde de course en ligne de canoë-kayak de 2018 à Montemor :
- 6ème en K-4 500m
- 7ème en K-2 1000m

Championnats du monde de course en ligne de canoë-kayak de 2017 à Racice 
- 11ème en K-2 1000m

Championnats du monde universitaire de course en ligne de canoë-kayak de 2012 à Kazan :
- Médaille de bronze en K-1 500m.

Championnats du monde de course en ligne de canoë-kayak de 2009 à Dartmouth :
- Médaille d'argent en K-4 1000 m.
- Médaille de bronze en K-1 relais 4x200 m.

Championnats du monde U18 de course en ligne de canoë-kayak de 2007 à Racice :
- Médaille de bronze en K-2 500 m.

### Coupes du Monde
- Coupe du Monde 2019 à Poznan :
  -  Médaille d'or en K-2 500 m.
  -  Médaille d'argent en K-4 500m.

- Coupe du Monde 2019 à Duisbourg :
  -  Médaille de bronze en K-2 500 m.

- Coupe du Monde 2009 à Racice :
  -  Médaille d'or en K-4 1000 m.

- Coupe du Monde 2009 à Poznań :
  -  Médaille d'argent en K-4 1000 m.

### Championnats d'Europe
- Championnats d'Europe de course en ligne de canoë-kayak 2022 à Munich :
  -  Médaille de bronze en K-4 500 m.

- Championnats d'Europe U18 de course en ligne de canoë-kayak de 2007 à Belgrade :
  -  Médaille d'or en K-2 500 m.